# Dorine Chuigoué
Dorine Nina Chuigoué (Yaundé, 28 de noviembre de 1988) es una futbolista profesional que juega como central en el Hapoel Jerusalem de la Ligat Nashim.
Nacida y criada en Camerún, de padres cameruneses, Chuigoué jugó en la liga femenina de Guinea Ecuatorial y, posteriormente, fue internacional con la selección femenina de Guinea Ecuatorial.

## Trayectoria
Nacida y criada en Camerún, en una familia camerunesa, Chuigoué era la única mujer de cinco hermanos. Durante su infancia practicó múltiples deportes (kárate, fútbol, tenis y baloncesto) en su barrio a pesar de la oposición de su familia.
Su hermano y su padre la llevaron por primera vez al Stade Omnisports para que pudiera entrenar y competir de una manera más profesional. Su fase formativa la desarrolló desplazándose al recinto deportivo camerunés.
Chuigoué comenzó su carrera en el Tonnerre Yaoundé como delantera, destacando como máxima goleadora en la Liga Camerunesa. Recibió una oferta para jugar en Singapur, pero la oposición de su madre al desplazamiento de Chuigoué le hizo rechazar la oferta. En 2006, Chuigoué fichó por el Club Águilas Verdes FC de la liga femenina ecuatoguineana. En junio de 2010 se incorporó a Estrellas de E'Waiso Ipola.
Su mayor éxito es levantar por dos veces el Campeonato de África que Guinea, en 2008 y 2012. El trieno mágico de la selección africana se completa con una medalla de plata en el 2010.En aquella época jugó el Mundial de Alemania, pero su grupo, junto a Brasil, Australia y Noruega fue demasiado duro y dejaron el campeonato sin ningún punto y sólo 2 goles a favor, En el mundial jugó 2 partidos. Las Nzalang Girls no clasificó para los Juegos Olímpicos de Río 2016.
Tras disputar la Copa Mundial Femenina de la FIFA 2011 con la selección de Guinea Ecuatorial, Chuigoué fichó por el club de la liga femenina serbia Spartak Subotica.  Solo estuvo una temporada allíy, a mediados de 2012, regresó a la liga ecuatoguineana, al Estrellas de E'Waiso Ipola, donde jugó hasta una temporada. Empezará el periplo por el Spartak Subotica serbio, el Real Dona durante dos temporadas y, de nuevo, al Estrellas de Waiso Ipola ecuatoguineano.
El 3 de agosto de 2017, Chuigoué se volvió a reincorporar al club serbio Spartak Subotica con el que consiguió los dos títulos nacionales en juego. Tras sólo una temporada en Serbia fichó por el EDF Logroño de la primera división femenina española, donde jugaba su compañera en la Selección de Guinea Ecuatorial Jade Boho, con el que disputó 44 partidos (y anotó 4 tantos).
Fue una de las jugadoras del EdF Logroño que firmó para ir a la huelga por el convenio colectivo en 2019.
Para la temporada 2020/21 fichó por el Betis, con el que firmó dos temporadas, aunque estuvo a punto de jugar con el Rayo. El despido del director de cantera vallecano, Juanma Barroso, y la oferta a la baja por parte de la directiva madrileña terminó con la jugadora en el equipo andaluz.Con el club de las trece barras consiguió ser centenaria al finalizar la temporada 2023/24.Más de 100 partidos y unos 5 goles en la trayectoria de la jugadora con el Betis.
El 15 de julio de 2025, firmo por el Hapoel Jerusalem.
A pesar de su eficacia goleadora y su deseo de jugar con Camerún no fue llamada por la selección camerunesa. En 2006, se naturalizó como ciudadana de Guinea Ecuatorial. Debutó con la selección femenina de ese país durante el Campeonato Africano Femenino de 2006. Jugó en el Mundial de 2011.

### Clubes
- 2005 - 2006:  Tonnerre Yaoundé
- 2006 - 2010:  Águilas Verdes
- 2010 - 2011:  Estrellas de Waiso Ipola
- 2011 - 2012:  Spartak Subotica
- 2012 - 2014:  Real Dona
- 2014 - 2017:  Estrellas de Waiso Ipola
- 2017 - 2018:  Spartak Subotica
- 2018 - 2020:  EDF Logroño
- 2020 - 2025:  Real Betis
- 2025 - Act.:  Hapoel Jerusalem

## Premios y galardones

### Clubes
- 2 x Liga Serbia (2011/12, 2017/18)
- 1 x Copa Serbia (2017/18)
- 1 x Copa Guinea Ecuatorial (2016/17)[19]

### Selección nacional de Guinea Ecuatorial
- 2 x  Copa Africana de Naciones Femenina : 2008, 2012
- 1 x  Copa Africana de Naciones Femenina : 2010